# UZU-MAKI
《UZU-MAKI》은 KOTOKO의 3집 앨범이다.

## 개요
- KOTOKO의 메이저 3번째 앨범.
- 제작 진행 중 형편상 최초의 발매 예정일로부터 1개월 연기된 적이 있다.
- KOTOKO의 앨범으로는 처음으로 싱글 커플링 곡이 수록되어 있다. 반대로 A면 곡에도 여전히 수록되지 않은 곡도 있다.
- 앨범 자켓에는 KOTOKO의 이미지인 "우즈마키"를 KOTOKO 자신이 처음으로 그린 유화를 사용했다.

## 수록 곡
1. ・-introduction- (1:28)
  - 작곡・편곡 : 다카세 가즈야, 나카자와 도모유키
2. UZU-MAKI (6:16)
  - 작사 : KOTOKO/작곡 : 다카세 가즈야/편곡 : 다카세 가즈야, 오자키 다케시
  - 영화《Departed to the future》도입 곡
3. サイダー (4:53)
  - 작사・작곡 : KOTOKO/편곡 : C.G mix, 오자키 다케시
  - 가사에는 친아버지를 향한 감사의 말이 담겨있다.
  - 영화《Departed to the future》도입 곡
4. 春 (5:48)
  - 작사・작곡 : KOTOKO/편곡 : 다카세 가즈야
5. 車窓の調べ (4:23)
  - 작사・작곡 : KOTOKO/편곡 : 이우치 마이코
6. 月夜の舞踏会 (5:55)
  - 작사 : KOTOKO/작곡 : 다카세 가즈야/편곡 : 나카자와 도모유키
  - 6집 싱글 《Chercher ~샤르세~》커플링 곡
  - 가사가〈Chercher ~シャルシェ~〉와 연동되어 있으며 PV도 2곡이 연속적인 구성의 형태를 띠고 있다. 본인 출연 도완고 TV-CM 송.
7. 海豚 (4:52)
  - 작사・작곡 : KOTOKO/편곡 : 나카자와 도모유키, 오자키 다케시
  - 어두운 바다에서 외롭게 살고 있는 돌고래에 비유한 곡.
8. 秋爽 (5:56)
  - 작사 : KOTOKO/작곡・편곡 : C.G mix
  - 전작《유리의 미풍》에서 리컷된 4집 싱글《421-a will-》의 커플링 곡.
9. 縁どりの世界 (5:27)
  - 작사・작곡 : KOTOKO/편곡 : 다카세 가즈야
10. 楓の道, ギターの奏でる丘で (5:28)
  - 작사・작곡 : KOTOKO/편곡 : 이우치 마이코
11. being (4:49)
  - 작사・작곡 : KOTOKO/편곡 : 다카세 가즈야
  - 5집 싱글. 이 곡으로 자신의 최고 오리콘 차트 순위인 4위를 기록했다. 텔레비전 애니메이션 《작안의 샤나》오프닝 곡.
12. Goodbye Dear (5:00)
  - 작사・작곡 : KOTOKO/편곡 : 나카자와 도모유키, 오자키 다케시
13. 雪華の神話-in X'mas mix- (6:36)
  - 작사 : KOTOKO/작곡 : 다카세 가즈야/편곡 : 다카세 가즈야, 나카자와 도모유키
  - 5집 싱글《being》의 커플링 곡을 리믹스한 곡.
  - 패킷 라디오 《KOTOKO의 두근두근 탐험기》최종회 엔딩 테마

## 초회 특전
- 〈KOTOKO直筆歌詞カード〉(전 점포, 통상판・초회한정판)
- 발매 기념 추첨회（일부 점포, 통상판・초회한정판)
  - 1등 : T셔츠
  - 2등 : 오리지널 휴대 클리너
  - 3등 : 자켓 스티커
- 〈月夜の舞踏会〉의 프로모션 비디오와 메이킹 필름을 수록한 DVD (전 점포, 초회한정판)
- 슬립 케이스, 디지 팩 사양（전 점포, 초회한정판)